# Juan Delgado
Juan Antonio Delgado Baeza est un footballeur international chilien né le 5 mars 1993 à Chillán. Il évolue au poste d'attaquant.

## Biographie
Juan Delgado participe au Tournoi de Toulon 2014 avec la sélection chilienne des moins de 20 ans.

## Statistiques

### Buts internationaux
| 0   | Date             | Lieu                                   | Compétition  | Résultat | Adversaire | Détail | Détail        | Détail | Sél. |
| --- | ---------------- | -------------------------------------- | ------------ | -------- | ---------- | ------ | ------------- | ------ | ---- |
| 1er | 9 septembre 2014 | Orange Bowl Stadium, Miami, États-Unis | Match amical | V 1-0    | Haïti      | 20e    | du pied droit | 1-0    | 2e   |